# Barekamutiun
Barekamutiun (orm. Բարեկամություն, pol. Przyjaźń) – stacja metra w Erywaniu, stanowiąca północny kraniec jedynej linii tego systemu. Została oddana do użytku w marcu 1981 i należała do pierwszego otwartego odcinka metra. Nazwa odwołuje się do przyjaźni ormiańsko-rosyjskiej, którą ilustruje umieszczony wewnątrz mural. 